# Електронен захват
Електронен захват (среща се също като електронно улавяне и електронно залавяне) е пример за радиоактивен разпад в резултат на слабо ядрено взаимодействие. Това е процес, при който богато на протони ядро на електронно неутрален атом приема електрон, обикновено от вътрешните K или L електронни слоеве. По този начин атомният протон се превръща в неутрон и се излъчва електронно неутрино.
p + e− → n + νe
Цялата освободена енергия при захвата отива в излъченото неутрино, и поради това е характеристична. По подобен начин е характеристичен и импулсът на получения нов атом. Ако той е във възбудено състояние, следва преход в основно състояние. Обикновено по време на прехода се излъчва гама фотон, но излизането от възбудено състояние може да настъпи и с излъчване на електрон вследствие на вътрешна конверсия.
След улавянето на вътрешен електрон от ядрото, външен електрон от обвивката запълва освободената „дупка“, и в хода на този процес се излъчват един или повече рентгенови фотони (характеристично рентгеново излъчване). Електронното улавяне понякога води до ефект на Оже, при който електрон се отделя от атомната електронна обвивка с безизлъчвателен преход в процес на търсене на състояние с по-ниска обща енергия.
След електронен захват атомният номер намалява с единица, неутронното число се покачва с единица, а масовото число не се променя. Процесът води до неутрален атом, тъй като загубата на електрон в електронната обвивка се уравновесява от загубата на положителен ядрен заряд. Обаче в случай на излъчване на Оже-електрон се получава положителен йон.
Електронното улавяне е главният начин за радиоактивен разпад на изотопите с относително свръхизобилие на протони в ядрото, но с недостатъчна разлика в енергиите между изотопа и бъдещия дъщерен атом (изобар с положителен заряд, намален с единица). Той е алтернативен начин на разпад за радиоактивни изотопи с недостатъчно енергия, за да се разпаднат чрез излъчване на позитрон. Затова понякога се счита за вид бета разпад, тъй като основният ядрен процес, свързан със слабото ядрено взаимодействие, е един и същ.
Ако енергийната разлика между отправния атом и дъщерния атом е по-малко от 1,022 MeV, не се наблюдава позитронна емисия, защото няма достатъчно енергия и електронното улавяне става единственият начин за разпад. Така например, рубидий-83 (37 протона и 46 неутрона) би се разпаднал до криптон-83 (36 протона и 47 неутрона) единствено чрез електронно улавяне (енергийната разлика или енергията на разпад е около 0,9 MeV).

## История
Теорията на електронния захват се обсъжда за пръв път от Джанкарло Вик в труд от 1934 г., който след това е доразвит от Хидеки Юкава и други. K-електронното улавяне е наблюдавано за пръв път от Луис Алварес при ванадий-48. Той го докладва в труд от 1937 г. в научното списание Physical Review. След това Алварес продължава да изучава улавянето на електрони с галий-67 и други нуклиди.

## Реакция
Примери:
{\displaystyle \mathrm {{}_{13}^{26}Al} +\mathrm {e} ^{-}\rightarrow \mathrm {{}_{12}^{26}Mg} +{\nu }_{e}}
{\displaystyle \mathrm {{}_{28}^{59}Ni} +\mathrm {e} ^{-}\rightarrow \mathrm {{}_{27}^{59}Co} +{\nu }_{e}}
Електронът, който е уловен, е от състава на самия атом, а не нов, навлизащ отвън електрон, както би могло да се предположи от изписаното по-горе. Ако са напълно йонизирани, радиоактивните изотопи, които нормално се разпадат чрез електронен захват, могат и да не се разпаднат. Съществува хипотеза, че подобни елементи, образувани чрез r-процес в избухващи свръхнови звезди, се изхвърлят напълно йонизирани и не претърпяват радиоактивен разпад, освен ако не се сблъскат с електрони в космоса. Аномалиите в разпределението на химичните елементи могат да се обяснят частично с този ефект. При пълна йонизация може да бъде индуциран и обратим разпад – например, 163Ho се разпада до 163Dy чрез електронно улавяне, но напълно йонизиран 163Dy се разпада до 163Ho в „свързано състояние“ чрез β− разпад.
Химичната връзка също може да повлияе върху вероятността за електронен захват, но в малка степен (по принцип, под 1%), в зависимост от близостта на електроните до ядрото. Например, при 7Be се наблюдава разлика от 0,9% между периода на полуразпад в метални и изолационни среди. Тази сравнително голяма разлика се дължи на факта, че берилият е малък атом с използва валентни електрони, разположени близо до ядрото в орбитали без орбитален ъглов момент. Електроните в s-орбиталите са по-склонни към електронно улавяне, отколкото електроните в p или d-орбиталите.
При елементите от средата на периодичната система се наблюдава тенденция изотопите им, които са по-леки от стабилните изотопи на същия елемент, като цяло да се разпадат чрез електронен захват, докато изотопите, които са по-тежки от стабилните, се разпадат чрез електронно излъчване. Електронният захват най-често се наблюдава при по-тежки елементи с дефицит на неутрони, при които промяната в масата е най-малка и излъчването на позитрон е не винаги възможно.

## Примери
Някои често срещани радиоизотопи, които се разпадат чрез електронен захват, включват:
| Радиоизотоп | Период на полуразпад |
| ----------- | -------------------- |
| 7Be         | 53,28 дни            |
| 37Ar        | 35 дни               |
| 41Ca        | 1,03 × 105 г.        |
| 44Ti        | 60 г.                |
| 49V         | 337 дни              |
| 49Cr        | 27,7 дни             |
| 53Mn        | 3,7 × 106 г.         |
| 55Fe        | 2,6 г.               |
| 57Co        | 271,8 дни            |
| 59Ni        | 7,5 × 104 г.         |
| 67Ga        | 3,26 дни             |
| 68Ge        | 270,8 дни            |
| 72Se        | 8,5 дни              |